# بیارنه ریس
بیارنه ریس (تلفظ [bjɑrnə ri:s]؛ زاده ۳ آوریل ۱۹۶۴) با لقب «عقابی از هرنینگ» (دانمارکی: Ørnen fra Herning) دوچرخه‌سوار بازنشستهٔ دانمارکی در رشتهٔ دوچرخه‌سواری جاده است که در سال ۱۹۹۶ قهرمان تور دو فرانس شد. او مدت‌ها مالک و مدیر تیم تینکوف-ساکسو بود. ریس برندهٔ چند مرحله از جیرو دیتالیا نیز شده‌است. در ۲۵ مه ۲۰۰۷ اعتراف کرد که با استفاده از مواد ممنوعه برندهٔ تور دو فرانس شده‌است، البته پیروزی ریس در سال ۲۰۰۸ با توضیحی دربارهٔ دوپینگ او تأیید شد.

## فعالیت حرفه‌ای
ریس در هرنینگ به دنیا آمد و دوچرخه‌سواری را از باشگاه محلی هرنینگ آغاز کرد. ریس در ۱۹۸۶ فعالیت حرفه‌ای خود را آغاز کرد و در نخستین مسابقهٔ خود در جایزه بزرگ والونی به مقام پنجم دست یافت. او نتوانست در سال‌های نخست فعالیت خود، پیروزی انفرادی به دست آورد.
در مسابقهٔ تور جامعهٔ اروپایی در سال ۱۹۸۸ لوران فینیون (عضو تیم سیستم یو) با ریس و کیم اریکسن (هم‌تیمیش در تیم توشیبا)، تماس گرفت. فینیون که رهبر مسابقه بود، برای قطعی کردن پیروزی خود به کمک چند رکابزن نیاز داشت. ریس به امید دستیابی به قرارداد با تیم سیستم یو، به فینیون کمک کرد تا به پیروزی برسد و در دسامبر ۱۹۸۸ به عنوان خادم فینیون به آن تیم منتقل شد. در سه سال بعدی، ریس به عنوان خادم همیشگی فینیون در مسیرهای کفی و کوهستانی رکاب زد و این دو به دوستان صمیمی تبدیل شدند. ریس به فینیون کمک کرد که برندهٔ جیرو دیتالیای ۱۹۸۹ شود. خودش نیز نخستین پیروزی حرفه‌ای خود را در مرحلهٔ نهم جیرو به دست آورد.

### موفقیت در تور دو فرانس
پس از جدایی فینیون از تیم، ریس به وسیلهٔ رولف سورنسن رکابزن دانمارکی به تیم آریوستئا در ایتالیا پیوست. ریس در یک مرحله از تور دو فرانس ۱۹۹۳ پیروز شد و پیراهن کوهستان را برای یک روز به تن کرد. او تور را با مقام پنجم به پایان رساند که بهترین عنوان رکابزنان دانمارکی تا آن زمان بود. در تور دو فرانس ۱۹۹۴ ریس بیمار بود، ولی توانست در مرحلهٔ سیزدهم پیروز شود. او تور دو فرانس ۱۹۹۵ را نیز با مقام سوم به پایان رساند و نخستین رکابزن دانمارکی شد که در پاریس روی سکو قرار می‌گیرد.
در فصل ۱۹۹۶، ریس به تیم تلکام پیوست و به عنوان کاپیتان تیم انتخاب شد. او از هم‌تیمی‌های تازه‌اش درخواست کرد از او حمایت کنند و آنان را متقاعد کرد که اگر از او حمایت کنند، پیراهن طلایی را برای تیم تلکام کسب خواهد کرد. او در آغاز تور در وضعیتی فوق‌العاده بود و یک هفته پیش از تور، در مسابقهٔ جادهٔ دانمارک قهرمان شده‌بود. ریس در مرحلهٔ نهم تور پیروز شد و فاصلهٔ ۴۴ ثانیه‌ای با هم‌تیمی خود یان اولریش ایجاد کرد. در پایان تور، ریس با فاصلهٔ صد ثانیه‌ای نسبت به اولریش، برندهٔ تور شد و نوار پنج قهرمانی متوالی میگل ایندوراین را پاره کرد. این پیروزی، تلکام را از یک تیم درجه دو که برای دعوت شدن به تور ۱۹۹۵ مبارزه می‌کرد، به یکی از بزرگ‌ترین تیم‌های مسابقات جاده تبدیل کرد. هم‌چنین اثر مثبت بزرگی بر توسعهٔ دوچرخه‌سواری در دانمارک و آلمان داشت.
در سال ۱۹۹۷، ریس برندهٔ مسابقهٔ طلایی آمستل شد. در تور دو فرانس ۱۹۹۷ نیز یکی از بخت‌های قهرمانی بود، ولی در پایان عنوانی بهتر از هفتم به دست نیاورد؛ در حالی که یان اولریش هم‌تیمی او قهرمان شد. در سال ۱۹۹۹ در مرحلهٔ دوم تور سوئیس به جدول برخورد کرد و از ناحیهٔ آرنج و زانو مصدوم شد. این مصدومیت او را وادار کرد که در سن ۳۶ سالگی در بهار ۲۰۰۰ بازنشسته شود.

### اتهامات دوپینگ
پیامد بحران داروهای بهبود عملکرد در دوچرخه‌سواری پس از تور دو فرانس ۱۹۹۸، ریس لقب آقای ۶۰٪ را به دست آورد. ۶۰٪ کنایه از میزان بالای هماتوکریت است که نشانه‌ای از مصرف اریتروپوئیتین است. بر پایه یک مطلب منتشر شده که هیچ‌گاه اثبات نشد، در نمونه‌ای در ژوئیهٔ ۱۹۹۵ میزان هماتوکریت ریس ۵۶٪ بود که بسیار بیشتر از میزان طبیعی آن است. نخستین اشاره به این لقب را می‌توان در مصاحبه‌های رکابزنان فستینا در سال‌های ۱۹۹۸ تا ۲۰۰۰ رهگیری کرد. آنان اظهار کرده‌بودند که اگر نمونهٔ آنان بیش از ۵۰٪ است، نمونهٔ ریس باید دست‌کم ۶۰٪ باشد تا توانسته باشد در تور دو فرانس ۱۹۹۶ جلوتر از ریشار ویرنک از فستینا به قهرمانی برسد. هیچ‌گاه نمونهٔ ریس مثبت اعلام نشد، زیرا در آن زمان نمونه‌گیری اریتروپوئیتین وجود نداشت. پلیس ایتالیا به شواهدی دست یافت که ممکن است ریس نیز جزء رکابزنانی باشد که در سال‌های ۱۹۹۴ و ۱۹۹۵ توسط محققان پزشکی زیر نظر پروفسور فرانچسکو کونکونی در دانشگاه فرارا با این ماده درمان شده‌اند.

#### پذیرش
در پایان آوریل ۲۰۰۷، جف دونت (درمانگر پیشین ریس) کتابی دربارهٔ فعالیت‌های دوپینگ ریس و سایر رکابزنان در زمان فعالیت او در دوچرخه‌سواری نوشت. در ۲۱ مهٔ همان سال، یکی از هم‌تیمی‌های سابق ریس در تلکام، به استفاده از دوپینگ در زمان حضور در تلکام اعتراف کرد. چند هم‌تیمی سابق و دو پزشک سابق تیم نیز به مشارکت در دوپینگ اعتراف کردند.
پس از این اعترافات، ریس نیز در ۲۵ مه در یک گفتگو اظهار کرد که اشتباهاتی در گذشته داشته‌است و پس از آن در کنفرانس خبری اعتراف کرد که در سال‌های ۱۹۹۳ تا ۱۹۹۸ از اریتروپوئیتین، هورمون رشد و کورتیزون استفاده می‌کرده‌است. ریس گفت که اریتروپوئیتین را خودش خریداری و تزریق می‌کرد و مربی تیم، چشم خود را بر مصرف دارو توسط تیم بسته‌بود. او بخشی از کتاب دونت دربارهٔ رسیدن میزان هماتوکریتش به ۶۴٪ در یکی از نمونه‌گیری‌های تیم را رد کرد. نام ریس از کتاب رکوردهای رسمی تور دو فرانس حذف شد، ولی در ژوئیهٔ ۲۰۰۸ با توضیحی دربارهٔ استفادهٔ او از مواد نیروزا دوباره به کتاب برگردانده شد.
در نوامبر ۲۰۱۰ ریس کتاب دربارهٔ دوران فعالیت خود منتشر کرد و در آن تأکید کرد که در دوره‌ای که او حضور داشت، استفاده از مواد نیروزا از نظر رکابزنان نه به عنوان تقلب، بلکه به عنوان آماده‌سازی معمول برای یک رکابزن حرفه‌ای انگاشته می‌شد. او توضیح داد که در دههٔ ۱۹۸۰ تنها از کورتیکوستروئیدها استفاده می‌کرد و تنها در سال‌های ۱۹۹۳ تا ۱۹۹۸ دوپینگ خود را به اریتروپوئیتین ارتقا داده‌بود. او بیان کرد که در تور دو فرانس ۱۹۹۸ پیش از آن که توسط پلیس گرفتار شود، از تور کناره‌گیری کرد. به گفتهٔ خودش پیش از آن که پلیس وارد اتاقش شود، همهٔ مواد نیروزا را در توالت ریخت.

### مدیر تیم
ریس، پس از بازنشستگی، یکی از افراد اصلی تشکیل دهندهٔ تیم دانمارکی هوم-جک اند جونز بود که نخستین تیم دانمارکی حاضر در تور دو فرانس شد. پس از اتهامات دوپینگ در سال ۱۹۹۹، هوم از حمایت مالی تیم کنار کشید. ریس به وسیلهٔ شرکت تحت اختیارش (PCD) عمدهٔ سهام تیم را خرید و مدیر تیم شد. در سال ۲۰۰۱ سی‌اس‌سی و ورلد آنلاین حامی مالی تیم شدند. سپس تیسکالی حامی دوم تیم شد. در سال ۲۰۰۷ سی‌اس‌سی تنها حامی تیم شد و نام آن به تیم سی‌اس‌سی تغییر کرد. در سال ۲۰۰۸ ساکسو بانک حامی دوم شد و در فصل ۲۰۰۹ تنها حامی تیم بود. در فصل‌های بعد، تینکوف نیز حامی تیم شد. پیش از فصل ۲۰۰۵، تیم دچار مشکل مالی شده‌بود و از برخی رکابزنان درخواست شده‌بود که دستمزد خود را کاهش دهند. ریس در سال‌های ابتدایی مدیریت از سرمایهٔ خود برای حفظ تیم استفاده کرد.
بهترین نتایج ریس در گرندتورها در مقام مدیریت تیم، پیروزی در جیرو دیتالیای ۲۰۰۶ توسط ایوان باسو، تور دو فرانس ۲۰۰۸ و ۲۰۱۰ توسط کارلوس ساستره و اندی اشلک و ووئلتا اسپانیای ۲۰۱۲ توسط آلبرتو کونتادور بود.
در دسامبر ۲۰۱۳ اولگ تینکوف تیم را با قیمت ۶ میلیون یورو از ریس خرید و ریس به مدت سه سال در مدیریت تیم باقی ماند.
در مارس ۲۰۱۵ جدایی ریس از تیم به دلیل اختلاف با تینکوف، توسط تیم تأیید شد. گفته می‌شود که این جدایی به دلیل آغاز ناامیدکنندهٔ فصل برای تیم بوده‌است.

## دستاوردها

### نتایج در گرندتورها
| گرندتور | ۱۹۸۷   | ۱۹۸۸   | ۱۹۸۹ | ۱۹۹۰   | ۱۹۹۱ | ۱۹۹۲ | ۱۹۹۳   | ۱۹۹۴ | ۱۹۹۵   | ۱۹۹۶ | ۱۹۹۷ | ۱۹۹۸ |
| ------- | ------ | ------ | ---- | ------ | ---- | ---- | ------ | ---- | ------ | ---- | ---- | ---- |
| جیرو    | -      | انصراف | ۸۶   | ۱۰۰    | ۴۳   | ۱۰۱  | انصراف | ۷۰   | -      | -    | -    | -    |
| تور     | -      | -      | ۹۵   | انصراف | ۱۰۷  | -    | ۵      | ۱۴   | ۳      | ۱    | ۷    | ۱۱   |
| ووئلتا  | انصراف | -      | -    | -      | -    | -    | -      | -    | انصراف | -    | -    | -    |